# جرج هنری فاکس
جرج هنری فاکس (انگلیسی: George Henry Fox؛ ‏ ۸ اکتبر ۱۸۴۶ – ۱ اوت ۱۹۳۷) پزشک متخصص پوست اهل ایالات متحده آمریکا و کهنه‌سرباز جنگ داخلی آمریکا بود.
او استاد دانشکدهٔ رشتهٔ پوست و مو در کالج پزشکی نیویورک، دانشگاه کلمبیا و دانشکده پزشکی دانشگاه نیویورک و یک کهنه‌سربازِ جنگ داخلی آمریکا بود.